# Veblen (Dakota du Sud)
Pour les articles homonymes, voir Veblen.
Veblen est une municipalité américaine située dans le comté de Marshall, dans l'État du Dakota du Sud. Selon le recensement de 2010, elle compte 531 habitants, dont une majorité de Latinos. La municipalité s'étend sur 0,31 milles carrés (0,8 km2).

## Histoire
Fondée en 1900, la ville est nommée en l'honneur de J. E. Veblen, propriétaire d'une ferme à proximité.
Elle est située dans la réserve indienne de Lake Traverse.

## Démographie
| Groupe            | Veblen | Dakota du Sud | États-Unis |
| ----------------- | ------ | ------------- | ---------- |
| Autres            | 48,0   | 3,2           | 22,8       |
| Blancs            | 37,1   | 85,9          | 72,4       |
| Amérindiens       | 12,6   | 8,8           | 0,9        |
| Métis             | 2,3    | 2,1           | 2,9        |
| Total             | 100    | 100           | 100        |
|                   |        |               |            |
| Latino-Américains | 52,9   | 2,7           | 16,7       |

Selon l'American Community Survey, pour la période 2011-2015, 62,55 % de la population âgée de plus de 5 ans déclare parler l'anglais à la maison, 36,36 % l'espagnol et 1,08 le dakota.
| 1910 | 1920 | 1930 | 1940 | 1950 | 1960 |
| ---- | ---- | ---- | ---- | ---- | ---- |
| 173  | 530  | 520  | 486  | 476  | 437  |

| 1970 | 1980 | 1990 | 2000 | 2010 | - |
| ---- | ---- | ---- | ---- | ---- | - |
| 377  | 368  | 321  | 281  | 531  | - |